# Longmire
Longmire (no Brasil: Longmire: O Xerife) é uma série de televisão americana de drama policial e faroeste moderno, adaptada por Hunt Baldwin e John Coveny da série literária Walt Longmire Mysteries do autor Craig Johnson. Estreou nos Estados Unidos em 3 de junho de 2012 no canal A&E.
Em 28 de agosto de 2014, o A&E anunciou que não iria renovar Longmire para a quarta temporada. A Warner Horizon Television a ofereceu para outros canais, e em novembro a Netflix anunciou que pegou a série. Em 10 de setembro de 2015, a Netflix disponibilizou todos os episódios da quarta temporada, com exibição exclusiva nos Estados Unidos, Canadá, Austrália e Nova Zelândia. Em 30 de outubro de 2015, a Netflix anunciou que renovou a série para a quinta temporada. No dia 02 de novembro de 2016, a Netflix renovou a série para a sexta e última temporada.
A série foi inteiramente exibida no Brasil pelo canal A&E, com episódios dublados exibidos em horário nobre.
A série estreou no SBT em 1 de outubro de 2016, sendo cancelada em seguida. Retornou no dia 26 de setembro de 2020 ás 5h15 da madrugada, substituindo Crimes Graves, ficando até o dia 28 de novembro de 2020, sendo substituída pela 12.ª temporada de Big Bang: A Teoria. Voltou a ser exibida novamente no dia 22 de maio de 2021, substituindo a sua antecessora original, no caso Big Bang: A Teoria. 

## Sinopse
A história gira em torno dos casos policiais e relacionamentos de Walt Longmire, um veterano do Vietnã que agora atua como xerife do fictício Condado de Absaroka, no Wyoming.

## Elenco

### Principal
- Robert Taylor (Walt Longmire): O xerife carismático, dedicado e incansável do Condado de Absaroka, no Wyoming. Recentemente viúvo, Longmire é um homem que tenta seguir adiante e mostrar seu melhor lado depois da morte de sua esposa. Ele é conhecido por seu caráter, força e pelo modo de fazer valer a lei à moda antiga. Sua dedicação ao trabalho e sua paixão pelo grande Oeste o fazem o homem certo para levar segurança e confiança a todos aqueles que necessitam.[16] (Temporada 1–6)
- Katee Sackhoff (Victoria "Vic" Moretti): Policial do xerife. Depois de ficar cinco anos na divisão de homicídios da Filadélfia, Vic ainda está aprendendo a lidar com os habitantes locais de sua nova cidade. Ela tem uma ótima relação com Longmire e quer mostrar que não é uma novata.[17] (Temporada 1–6)
- Lou Diamond Phillips (Henry Standing Bear): Melhor amigo do xerife e o proprietário de um bar local. Henry é um índio cheyenne bonito e charmoso, que protege sua tribo com ferocidade. Muitas vezes, ele serve como intermediário entre Walt e os habitantes da reserva. Ao contrário de Longmire, Henry gosta da ideia de progresso e modernidade, enquanto mantém uma conexão com seu passado e tradições.[18] (Temporada 1–6)
- Bailey Chase (Branch Connally): Policial do xerife e uma pessoa com uma autoconfiança extrema. Geralmente, suas aspirações políticas são maiores que a vontade de resolver casos policiais. Seu ressentimento em relação à abordagem obsoleta de Walt faz com que queira virar o novo xerife. Ele quer que o Condado de Absaroka entre no século XXI e que a tecnologia que outros órgãos policiais usam seja também comum nessa parte do país.[19] (Temporada 1–3)
- Cassidy Freeman (Cady Longmire): Única filha do xerife que sonha em ser uma boa advogada em uma cidade grande. Após a morte de sua mãe, Cady decidiu ajudar seu pai e eles se recuperaram juntos da perda. Ela é muito consciente de suas imperfeições e é a única que não tem problemas em reconhecê-las. A objetividade e o senso de humor são os fatores que ligam essa dupla de pai e filha, apesar de os dois tenderem a ser possessivos um com o outro.[20] (Temporada 1–6)
- Adam Bartley ("O Ferg" Ferguson): Policial do xerife, um jovem inexperiente que foi contratado por ser filho de um amigo do xerife. (Temporada 1–6)

### Recorrente
- Louanne Stephens (Ruby): A despachante e gerente do escritório do xerife. (Temporada 1–6)
- Zahn McClarnon (Chefe Mathias): O chefe da polícia tribal da reserva de Cheyenne. (Temporada 1–6)
- A Martinez (Jacob Nighthorse): Um empresário local representando os interesses de Cheyenne. (Temporada 1–6)
- Gerald McRaney (Barlow Connally): um homem rico, poderoso, desenvolvedor imobiliário local e pai de Branch. (Temporada 1–4)
- Peter Weller (Lucian Connally): O tio de Branch e predecessor de Walt como xerife, agora aposentado. (Temporada 1–6)
- John Bishop (Bob Barnes): O bêbado da cidade que já teve diversos empregos temporários. (Temporada 1–6)
- Louis Herthum (Omar): Um guia de caça local com expertise em armas de fogo que Walt usa ocasionalmente como um recurso. (Temporada 1–5)
- Katherine LaNasa (Lizzie Ambrose): Uma mulher nativa rica com quem Walt tem um relacionamento romântico provisório. (Temporada 1–2)
- Charles S. Dutton (Detetive Fales): Um detetive de Denver investigando a morte suspeita do assassino da esposa de Walt. (Temporada 1–2)
- Michael Mosley (Sean Keegan): O marido de Vic que trabalha como executivo da empresa de gás natural. (Temporada 1–3)
- Jeffrey De Serrano (Hector): Um ex-boxeador que vive na reserva de Cheyenne e é um mercenário de aluguel. (Temporada 1–3)
- Lee Tergesen (Ed Gorski): Um ex-policial da Filadélfia que costumava trabalhar com Vic. (Temporada 1–2)
- Graham Greene (Malachi Strand): O ex-chefe da polícia tribal que Walt prendeu por extorsão antes do início da série. Jacob Nighthorse o contrata como chefe de segurança após sua libertação. (Temporada 3–6)
- Scott Michael Campbell (Dr. Weston): Um doutor do hospital regional que ocasionalmente auxilia nas investigações de Longmire. (Temporada 3–6)
- Josh Cooke (Eamonn O'Neill): Um policial do Condado de Cumberland que substitui Branch brevemente. (Temporada 4–5)
- Barry Sloane (Zachary "Zach" Heflin): Novo policial de Walt. (Temporada 4 e 6)
- Ally Walker (Dra. Donna Monaghan): Uma psiquiatra dos veteranos. (Temporada 4–5)
- Tantoo Cardinal (Marilyn Yarlott): uma caçadora de corvos e curandeira que vive sozinha na vasta região selvagem da reserva Crow (Temporada 4–6)